# Marie-Jeanne de Talleyrand-Périgord
Marie-Jeanne de Talleyrand-Périgord (14 de agosto de 1747-19 de enero de 1792), condesa de Mailly (posteriormente duquesa), fue una cortesana francesa. Sirvió como dama del palacio de la reina María Antonieta desde 1774 hasta 1775 y como dame d'atour desde 1775 hasta 1781.

## Biografía
Hija de Gabriel Marie de Talleyrand-Périgord (1726-1797) y Marie-Françoise-Marguerite de Talleyrand-Périgord (1727-1775), contrajo matrimonio el 25 de enero de 1762 con Louis-Marie de Mailly (23 de noviembre de 1744-1795), conde de Mailly d'Haucourt (duque de Mailly a partir del 2 de febrero de 1777), capitán de los gendarmes escoceses, gobernador de Abbeville, brigadier de caballería en 1780, mariscal de campo de 1781 a 1792 y diputado de Péronne en los Estados Generales en 1789. Marie-Jeanne dio a luz a dos hijos: Marie Joséphine (15 de noviembre de 1769-18 de noviembre de 1769) y Gabriel-Marie de Mailly (22 de febrero de 1772-23 de febrero de 1774).
El conde de Mercy hizo referencia a la muerte del hijo de la condesa en los siguientes términos:

...Entre las damas de la delfina hay una condesa de Mailly; es una joven dulce, sabia, de carácter honesto, tranquila y libre de cualquier intriga. Esta señora tenía un sólo hijo cuya pérdida la llevó a la más viva aflicción. Madame la delfina, conmovida por esta desgracia, expresó su deseo de ir a ver a la condesa de Mailly, que estaba en París, para ir a consolarla de alguna manera. Todos estaban encantados por esta avalancha de bondad, pero Mesdames se cuidaron de amortiguar el efecto, le dijeron a la delfina que no era costumbre que los príncipes y princesas de la familia real acudieran a sus damas ausentes de la corte y que este paso habría tenido muchas consecuencias. La delfina, un poco sorprendida por todas estas representaciones, tomó la decisión de escribir al rey que estaba en Marly. Ella le escribe al rey de haber sabido del incidente el día anterior y su primer impulso para ir a consolarla, pero que ella había creído que era su deber asegurarse de que el rey no lo habría desaprobado. El soberano, diciendo a la delfina cosas muy delicadas, respondió a su demanda en estos términos: "aunque no estamos acostumbrados a hacer visitas lejanas, mi querida hija, vos sois dueña de hacer todo lo que os dictará vuestro buen corazón por esta pobre mujer". Esta respuesta del rey dejó a Madame la delfina la libertad y, asegurándose primero de la aprobación del delfín, no dudó en seguir su primera idea y fue a visitar a la condesa de Mailly. Este acto de bondad fue un éxito entre la gente de París que no está acostumbrada a ciertas formas de benevolencia por parte de los príncipes y las princesas reales...

Marie-Jeanne se convirtió en dama de compañía de la delfina en 1770 y en dama del palacio de María Antonieta en 1774, pasando a ocupar el 23 de septiembre de 1775 el puesto de dame d'atour de la reina en sustitución de la princesa de Chimay, quien pasó a ocupar el puesto de dama de honor. El puesto de dama del palacio vacante fue ocupado por la marquesa de La Roche-Aymon. Marie-Jeanne ocupó el cargo de dame d'atour hasta 1781, año en que renunció por motivos de salud, siendo reemplazada por Geneviève d'Ossun. 
Tras la muerte de la duquesa de Mailly en 1792, Louis-Marie contrajo matrimonio en 1793 con su prima Marie-Anne de Mailly-Rubempré (1732-1817), muriendo en 1795 tras haber sufrido problemas de salud toda su vida.